# 1860
| [ Edytuj tabelę ]              | |
| Król Polski (tytularny)        | - 1855 Aleksander II Romanow 1881 |
| Emir Afganistanu               | - 1842 Dost Mohammad Chan 1863 |
| Współksiążęta Andory           | - 1853 Josep Caixal i Estradé 1879 - 1848 Karol Ludwik Napoleon Bonaparte 1870                                                         |
| Prezydent Argentyny            | - 1852 gen. Justo José de Urquiza 1860 - 1860 Santiago Derqui 1861                                                                     |
| Cesarz Austrii                 | - 1848 Franciszek Józef I 1916 |
| Król Bawarii                   | - 1848 Maksymilian II 1864 |
| Król Belgów                    | - 1831 Leopold I 1865 |
| Premier Belgii                 | - 1857 Charles Rogier 1868 |
| Prezydent Boliwii              | - 1857 José María Linares 1861 |
| Cesarz Brazylii                | - 1831 Pedro II 1889 |
| Sułtan Brunei                  | - 1852 Abdul Momin 1885 |
| Prezydent Chile                | - 1851 Manuel Montt 1861 |
| Cesarz Chin                    | - 1850 Xianfeng 1861 |
| Król Czech                     | - 1848 Franciszek Józef I 1916 |
| Król Danii                     | - 1848 Fryderyk VII 1863 |
| Premier Danii                  | - 1859 Carl Edvard Rotwitt 1863 |
| Dalajlama                      | - 1857 Trinlej Gjaco 1875 |
| Prezydent Dominikany           | - 1858 Pedro Santana 1861 |
| Władca Egiptu                  | - 1854 Sa’id Pasza 1863 |
| Premier Egiptu                 | - 1858 Mustafa Pasza 1861 |
| Prezydent Ekwadoru             | - 1859 Gabriel García Moreno 1865 |
| Cesarz Etiopii                 | - 1855 Teodor II 1868 |
| Cesarz Francuzów               | - 1852 Napoleon III 1870 |
| Król Grecji                    | - 1831 Otton I 1862 |
| Prezydent Gwatemali            | - 1851 Rafael Carrera y Turcios 1865                                                                                                   |
| Prezydent Haiti                | - 1859 Fabre Geffrard 1867 |
| Król Hawajów                   | - 1854 Kamehameha IV 1863 |
| Król Hiszpanii                 | - 1833 Izabela II 1868 |
| Król Holandii                  | - 1849 Wilhelm III 1890 |
| Premier Holandii               | - 1858 Jan Jacob Rochussen 1860 - 1860 Floris Adriaan van Hall 1861                                                                    |
| Prezydent Hondurasu            | - 1856 José Santos Guardiola Bustillo 1862                                                                                             |
| Szach Iranu                    | - 1848 Naser ad-Din Szah 1896 |
| Król Irlandii                  | - 1837 Wiktoria Hanowerska 1901 |
| Cesarz Japonii                 | - 1846 Kōmei 1866 |
| Kalif                          | - 1839 Abdülmecid I 1861 |
| Emir Kataru                    | - 1847 Muhammad ibn Sani 1878 |
| Prezydent Kolumbii             | - 1857 Mariano Ospina Rodríguez 1861                                                                                                   |
| Patriarcha Konstantynopola     | - 1855 Cyryl VII 1860 - 1860 Joachim II 1863                                                                                           |
| Prezydent Kostaryki            | - 1859 José María Montealegre Fernández 1863                                                                                           |
| Emir Kuwejtu                   | - 1859 Sabah II 1866 |
| Prezydent Liberii              | - 1856 Stephen Allen Benson 1864 |
| Książę Liechtensteinu          | - 1858 Jan II Dobry 1929 |
| Wielki książę Luksemburga      | - 1849 Wilhelm III 1890 |
| Premier Luksemburga            | - 1853 Charles-Mathias Simons 1860 - 1860 Baron de Tornaco 1867                                                                        |
| Sułtan Maroka                  | - 1859 Muhammad IV 1873 |
| Prezydent Meksyku              | - 1859 Miguel Miramón 1860 |
| Książę Monako                  | - 1856 Karol III 1889 |
| Król Nawarry                   | - 1848 Napoleon I 1870 |
| Król Nepalu                    | - 1847 Surendra 1881 |
| Premier Nepalu                 | - 1857 Jang Bahadur Rana 1877 |
| Prezydent Nikaragui            | - 1857 Tomás Martínez 1867 |
| Król Norwegii                  | - 1859 Karol IV 1872 |
| Premier Nowej Zelandii         | - 1856 Edward Stafford 1861 |
| Sułtan Omanu                   | - 1856 Suwajni ibn Sa’id 1866 |
| Papież                         | - 1846 Pius IX 1878 |
| Prezydent Paragwaju            | - 1844 Carlos Antonio López 1862 |
| Prezydent Peru                 | - 1855 Ramón Castilla 1862 |
| Król Portugalii                | - 1853 Piotr V 1861 |
| Król Prus                      | - 1840 Fryderyk Wilhelm IV 1861 |
| Car Rosji                      | - 1855 Aleksander II 1881 |
| Książę Rumunii                 | - 1859 Aleksander Jan Cuza 1866 |
| Król Saksonii                  | - 1854 Jan Wettyn 1873 |
| Prezydent Salwadoru            | - 1858 Miguel Santín del Castillo 1860 - 1860 Gerardo Barrios 1863                                                                     |
| Kapitanowie Regenci San Marino | - 1859 Palamede Malpeli Pier Matteo Berti 1860 - 1860 Giuseppe Filippi Pietro Righi 1860 - 1860 Gaetano Belluzzi Costanzo Damiani 1861 |
| Książę Serbii                  | - 1858 Miłosz I Obrenowić 1860 - 1860 Michał Obrenowić 1868                                                                            |
| Król Sardynii                  | - 1849 Wiktor Emanuel II 1861 |
| Prezydent Szwajcarii           | - 1860 Friedrich Frey-Herosé 1860 |
| Król Szwecji                   | - 1859 Karol XV 1872 |
| Król Tajlandii                 | - 1851 Mongkut 1868 |
| Sułtan Turków                  | - 1839 Abdülmecid I 1861 |
| Prezydent Urugwaju             | - 1856 Gabriel Antonio Pereira 1860 - 1860 Bernardo Berro 1864                                                                         |
| Prezydent USA                  | - 1857 James Buchanan 1861 |
| Prezydent Wenezueli            | - 1859 Manuel Felipe de Tovar 1861 |
| Król Węgier                    | - 1848 Franciszek Józef I 1916 |
| Monarcha Wielkiej Brytanii     | - 1837 Wiktoria 1901 |
| Premier Wielkiej Brytanii      | - 1859 Henry Temple 1865 |
| Cesarz Wietnamu                | - 1847 Tự Đức 1883 |

Rok 1860 / MDCCCLX
stulecia: XVIII wiek ~
XIX wiek ~
XX wiek

dziesięciolecia:
1830–1839 •
1840–1849 •
1850–1859 •
1860–1869
• 1870–1879
• 1880–1889
• 1890–1899

lata: 1850 «
1855 «
1856 «
1857 «
1858 «
1859 «
1860
» 1861
» 1862
» 1863
» 1864
» 1865
» 1870

## Wydarzenia w Polsce
- 1 stycznia:
  - w Królestwie Polskim wprowadzono do obiegu pierwszy polski znaczek pocztowy.
  - wydano rozkaz likwidacji pruskiej Twierdzy Srebnogórskiej koło Srebrnej Góry na Dolnym Śląsku.
- 11 czerwca – pogrzeb generałowej Katarzyny Sowińskiej, polskiej działaczki charytatywnej, wdowy po generale Józefie Sowińskim stał się okazją do wielkiej manifestacji patriotycznej z udziałem kilkunastu tysięcy warszawian; była to pierwsza od 30 lat publiczna demonstracja patriotyczna i zarazem pierwsza z serii manifestacji poprzedzających powstanie styczniowe. Atmosferę podgrzewały wieści o zwycięstwach Napoleona III we Włoszech.
- 4 września – do Wilna wjechał pierwszy pociąg.
- 29 listopada – w 30. rocznicę powstania listopadowego w dawnym kościele o.o. karmelitów na Lesznie w Warszawie wykonano po raz pierwszy pieśń Boże, coś Polskę w wersji poprawionej przez Antoniego Goreckiego.
- 13 grudnia – w Warszawie powstało Towarzystwo Zachęty Sztuk Pięknych, organizacja skupiająca artystów i miłośników sztuki działająca na terenie zaboru rosyjskiego.

- Rozporządzenie cesarskie zniosło rząd w Krakowie. Cały obszar Galicji podporządkowano bezpośrednio Namiestnictwu we Lwowie, a niektóre urzędy tam przeniesiono.
- Zbudowano drogę bitą Gdańsk – Lębork.

## Wydarzenia na świecie
- 1 stycznia – Paryż został podzielony został na 20 dzielnic.
- 2 stycznia – na posiedzeniu Francuskiej Akademii Nauk Urbain Le Verrier ogłosił odkrycie planety Wulkan.
- 10 stycznia – katastrofa budowlana w fabryce „The Pemberton Mill” w Lawrence (Massachusetts), śmierć poniosło 145 robotników, 166 odniosło obrażenia.
- 19 lutego – brytyjski transatlantyk SS „Hungarian” rozbił się na kanadyjskiej wyspie Sable; zginęło wszystkich 205 osób na pokładzie.
- 26 lutego – w Kalifornii biali osadnicy dokonali masakry 80-250 Indian plemienia Wiyotów.
- 5 marca – Modena, Parma, Romania i Toskania przyłączyły się w drodze referendum do Królestwa Sardynii.
- 22 marca – Toskania weszła w skład zjednoczonych Włoch.
- 24 marca – niemiecki astronom Robert Luther odkrył planetoidę (58) Concordia.
- 28 marca – zawarto konkordat między Haiti a Stolicą Apostolską.
- 2 kwietnia – w Turynie zebrał się pierwszy parlament zjednoczonych Włoch.
- 3 kwietnia – pierwsze ekspedycje amerykańskiej poczty konnej Pony Express.
- 9 kwietnia – na fonautografie wynalezionym przez Francuza Édouarda-Léona Scotta de Martinville zarejestrowano najstarsze nagranie ludzkiego głosu.
- 19 kwietnia – Setúbal w Portugalii uzyskało prawa miejskie.
- 26 kwietnia – zawarto traktat pokojowy kończący wojnę hiszpańsko-marokańską.
- 3 maja – Karol XV został koronowany na króla Szwecji.
- 5 maja – Zjednoczenie Włoch: Giuseppe Garibaldi wraz z tysiącem towarzyszy wypłynął z portu Quarto pod Genuą na Sycylię, w celu wsparcia powstania przeciwko Burbonom.
- 11 maja – włoska wojna wyzwoleńcza: Giuseppe Garibaldi wraz z ponad tysiącem ochotników wylądował na Sycylii, aby wesprzeć powstanie przeciw Burbonom.
- 15 maja – włoska wojna wyzwoleńcza: wojska powstańcze Giuseppe Garibaldiego pokonały siły Burbonów w bitwie pod Calatafimi(inne języki).
- 17 maja – założono klub sportowy TSV 1860 Monachium.
- 27 maja – włoska wojna wyzwoleńcza: Giuseppe Garibaldi przypuścił atak na Palermo.
- 18 czerwca – została odkryta kometa jednopojawieniowa C/1860 M1 (Wielka Kometa roku 1860).
- 20 czerwca – w Rosji założono Władywostok, główną bazę rosyjskiej floty dalekowschodniej.
- 21 czerwca – opublikowano po raz pierwszy piosenkę nieustalonego autorstwa I Wish I Was in Dixie's Land, która w czasie wojny secesyjnej stała się hymnem Skonfederowanych Stanów Ameryki.
- 17 lipca – włoska wojna wyzwoleńcza: rozpoczęła się bitwa pod Milazzo.
- 12 sierpnia – otwarto linię kolejową Wiedeń – Salzburg – Monachium.
- 7 września – wojna o zjednoczenie Włoch: Giuseppe Garibaldi wkroczył do Neapolu.
- 8 września – ponad 300 osób zginęło po zatonięciu parowca SS Lady Elgin na jeziorze Michigan.
- 18 września – włoska wojna wyzwoleńcza: zwycięstwo wojsk piemonckich nad papieskimi w bitwie pod Castelfidardo.
- 26 września
  - przyjęto flagę Ekwadoru.
  - Victor de Tornaco został premierem Luksemburga.
- 16 października – Amerykanin Tyler Henry opatentował karabin powtarzalny Henry.
- 18 października – II wojna opiumowa: brytyjscy żołnierze podpalili kompleks pałacowo-parkowy Yuanmingyuan w zdobytym Pekinie.
- 20 października – cesarz Franciszek Józef I wydał Dyplom październikowy reformujący ustrój Cesarstwa Austriackiego.
- 26 października – włoska wojna wyzwoleńcza: w Teano koło Neapolu doszło do spotkania pomiędzy Giuseppe Garibaldi a królem Piemontu i Sardynii Wiktorem Emanuelem II, którego Garibaldi nazwał „królem ItaliI” i przekazał mu Królestwo Obojga Sycylii.
- 6 listopada – Abraham Lincoln został prezydentem USA.
- 17 listopada – ogłoszono deklarację niepodległości Królestwa Araukanii i Patagonii, którego królem został obwołany przez zgromadzenie wodzów Indian Mapucze francuski prawnik i awanturnik Orelie-Antoine de Tounens.
- 20 grudnia – Stany Zjednoczone: Karolina Południowa jako pierwszy ze stanów amerykańskiego Południa dokonała secesji. Za jej przykładem poszły kolejne, co doprowadziło do wybuchu wojny domowej, zwanej również secesyjną.
- 29 grudnia – wodowanie pierwszego brytyjskiego pancernika HMS „Warrior”.

- Nastąpiło Zjednoczenie Włoch.
- We Francji zwodowano, po dwuletniej budowie, drewnianą fregatę pancerną „Gloire” (nowy typ okrętu wojennego).
- Po raz pierwszy, japoński okręt wojenny (zakupiony od Holendrów) odbył rejs przez Ocean Spokojny, z Nagasaki do San Francisco (dowódca: kpt. Kimura).
- Ludność Szwajcarii przekroczyła 2,5 mln osób (dokładnie 2 515,4 tys.)

## Urodzili się
- 15 stycznia
  - Henryk Konic, polski prawnik, adwokat, wykładowca akademicki, publicysta, polityk (zm. 1934)
  - Ignacy Steinhaus, polski prawnik, polityk, poseł na Sejm Ustawodawczy pochodzenia żydowskiego (zm. 1928)
- 29 stycznia – Anton Czechow, rosyjski dramatopisarz i prozaik (zm. 1904)
- 8 lutego – Wojciech Trąmpczyński, polski polityk, prawnik, działacz Narodowej Demokracji, marszałek Sejmu i Senatu (zm. 1953)
- 14 lutego
  - Helena Cichowicz, polska działaczka społeczno-kulturalna (zm. 1929)
  - Alfonsa Clerici, włoska zakonnica, błogosławiona katolicka (zm. 1930)
- 12 marca – William Cabell Bruce, amerykański polityk, senator ze stanu Maryland (zm. 1946)
- 13 marca – Hugo Wolf, austriacki kompozytor (zm. 1903)
- 18 marca – Jan Gwalbert Pawlikowski, polski ekonomista, publicysta i polityk, historyk literatury, taternik, jeden z pionierów ochrony przyrody (zm. 1939)
- 8 kwietnia – Józef Weyssenhoff, polski powieściopisarz, poeta, krytyk literacki, wydawca (zm. 1932)
- 11 kwietnia – Sigmund Zeisler, amerykański adwokat (zm. 1931)
- 16 kwietnia – Stanisław Kostanecki, polski chemik (zm. 1910)
- 26 kwietnia – Józef Bilczewski, arcybiskup lwowski obrządku łacińskiego, rektor Uniwersytetu Jana Kazimierza we Lwowie, święty katolicki (zm. 1923)
- 28 kwietnia – Henryk Rebuschini, włoski kamilianin, błogosławiony katolicki (zm. 1938)
- 2 maja – Theodor Herzl, żydowski dziennikarz, twórca i główny ideolog syjonizmu (zm. 1904)
- 3 maja
  - John Scott Haldane, szkocki fizjolog i filozof (zm. 1936)
  - Vito Volterra, włoski matematyk i fizyk (zm. 1940)
- 29 maja – Isaac Albéniz, hiszpański kompozytor (zm. 1909)
- 8 czerwca – Alicia Boole Stott, brytyjska matematyk (zm. 1940)
- 17 czerwca – William Henry Perkin Jr., brytyjski chemik (zm. 1929)
- 23 czerwca – Maksymilian Malinowski, polski działacz ruchu ludowego, propagator spółdzielczości, poseł i senator (zm. 1948)
- 24 czerwca – Jan Stanisławski, polski malarz, przedstawiciel modernizmu (zm. 1907)
- 30 czerwca – Gyula Andrássy młodszy, węgierski szlachcic, austriacki hrabia, polityk (zm. 1929)
- 7 lipca – Gustav Mahler, austriacki kompozytor i dyrygent (zm. 1911)
- 24 lipca – Alfons Mucha, czeski malarz, grafik (zm. 1939)
- 2 sierpnia – Ludwik Chałubiński, taternik, inżynier-chemik, syn Tytusa (zm. 1933)
- 12 sierpnia:
  - Bolesław Bejnar, polski generał brygady (zm. 1928)
  - Klara Hitler, Austriaczka, matka Adolfa (zm. 1907)
- 14 sierpnia – María Caridad Brader, szwajcarska zakonnica, założycielka Franciszkanek Sióstr Maryi Niepokalanej, błogosławiona katolicka (zm. 1943)
- 22 sierpnia – Paul Nipkow, twórca wynalazku nazywanego tarczą Nipkowa, który umożliwił powstanie współczesnej telewizji (zm. 1940)
- 23 sierpnia – Antoni Jastrzębski, polski generał brygady (zm. 1924)
- 5 września – Karol Stefan Habsburg, arcyksiążę austriacki z żywieckiej linii Habsburgów (zm. 1933)
- 6 września – Jane Addams, amerykańska socjolog, feministka (zm. 1935)
- 7 września – Grandma Moses, amerykańska malarka (zm. 1961)
- 13 września – John Pershing, amerykański wojskowy (zm. 1948)
- 2 listopada – Marcin Kasprzak, działacz ruchu robotniczego (zm. 1905)
- 18 listopada – Ignacy Jan Paderewski, polski pianista, kompozytor, działacz niepodległościowy i polityk (zm. 1941)
- 12 grudnia – Jan Kasprowicz, polski dramaturg i poeta (zm. 1926)

## Święta ruchome
- Tłusty czwartek: 16 lutego
- Ostatki: 21 lutego
- Popielec: 22 lutego
- Niedziela Palmowa: 1 kwietnia
- Wielki Czwartek: 5 kwietnia
- Wielki Piątek: 6 kwietnia
- Wielka Sobota: 7 kwietnia
- Wielkanoc: 8 kwietnia
- Poniedziałek Wielkanocny: 9 kwietnia
- Wniebowstąpienie Pańskie: 17 maja
- Zesłanie Ducha Świętego: 27 maja
- Boże Ciało: 7 czerwca